# Casa Mitjavila
La Casa Mitjavila és una obra de Ripoll protegida com a Bé Cultural d'Interès Local.

## Descripció
La casa està formada per planta baixa i tres pisos. A la façana que dona a la carretera hi ha tres obertures: un portal, la porta d'accés a l'interior i una finestra. En el primer i el segon pis hi ha quatre obertures, i en el tercer n'hi ha dues; totes de disseny recte però a l'interior d'un arc. Una motllura horitzontal separa cada pis. Al costat de les obertures hi ha unes pilastres de caràcter neoclàssic. La façana té dos nivells de coronament, un de central de més alçada que els laterals; el pla de la façana està coronat per formes ondulades. La façana lateral que dona al carrer de la Indústria, presenta obertures de diverses mides. La façana posterior no presenta cap element estructural destacable. Les baranes dels balcons tenen els mateixos motius.
La casa ha estat reformada.